# 長州五傑

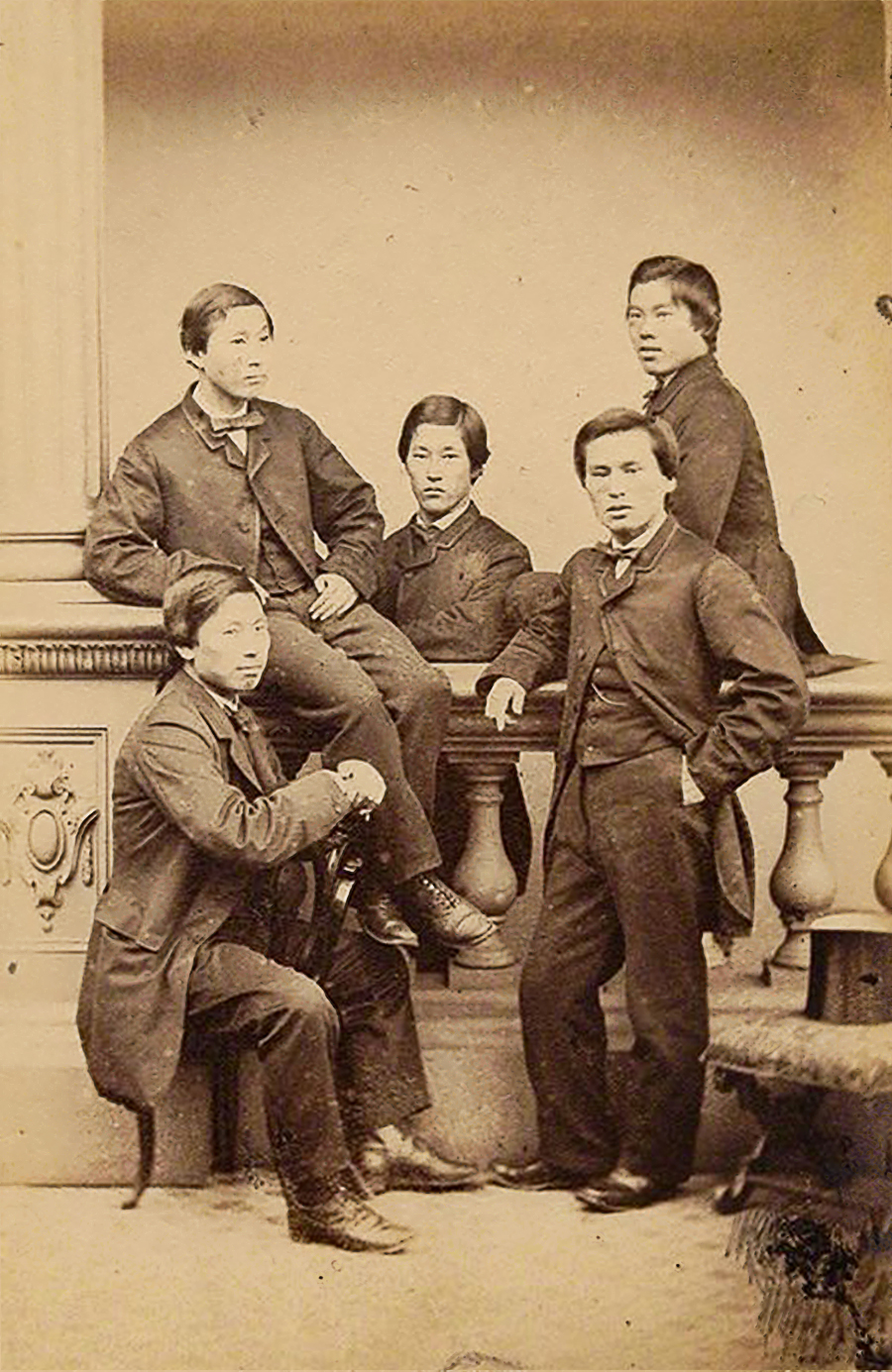
遠藤謹助（上段左）、野村弥吉（上段中央）、伊藤俊輔（上段右）、井上聞多（下段左）、山尾庸三（下段右）

長州五傑（ちょうしゅうごけつ）は、江戸時代末期（幕末）の1863年に長州藩から清国経由でヨーロッパに派遣され、主にロンドン大学ユニヴァーシティ・カレッジなどに留学した、井上聞多（馨）、遠藤謹助、山尾庸三、伊藤俊輔（博文）、野村弥吉（井上勝）の5名の長州藩士を指す。

## 概要
駐日イギリス領事であったエイベル・ガウワーや、ジャーディン・マセソン商会（横浜・英一番館）のウィリアム・ケズウィック（創業者ウィリアム・ジャーディンの姉の子）、武器商人のトーマス・ブレーク・グラバー（グラバー商会）らの協力を得て成し遂げられた。イギリス留学中は、ジャーディン・マセソン商会創業者の一人ジェームス・マセソンの甥にあたるヒュー・マセソン（マセソン商会社長、ジャーディン・マセソン商会取締役）が世話役となった。
この5名はロンドン大学において長州ファイブ（Choshu Five）として1993年に顕彰碑が建てられており、そのことを知った西日本国際交流推進協会が「地元にも顕彰碑を」と運動した結果、2003年に山口市に顕彰碑が建てられた。その碑文では、井上馨は外交の、遠藤は造幣の、山尾は工学の、伊藤は内閣の、井上勝は鉄道の、それぞれ「父」とされている。その顕彰碑は、秋穂二島の山尾庸三生家近くに設けられたものの、山口市立二島中学校の敷地内を経て、山口市新山口駅の南口に移設された。
また、2006年に山口大学構内にも記念碑が設けられている。
渡航時の年齢は、井上馨(28)・遠藤謹助(27)・山尾庸三(26)・伊藤博文(22)・井上勝(20)である。一方没年は、遠藤謹助（1893年57歳）・伊藤博文（1909年68歳）・井上勝（1910年66歳）・井上馨（1915年79歳）・山尾庸三（1917年80歳）。
身分は、正式な藩士である井上馨・井上勝・遠藤謹助に対し、伊藤博文・山尾庸三は武家奉公人の立場であった。渡航直前に両者は士分に取り立てられているものの、海外渡航は幕府により禁止されているため藩内では5人とも脱藩したことになっている。
2006年には、この5名の渡航前後の様子を描いた映画『長州ファイブ』が製作された。

## 渡航

### 留学を決意するまで
洋行は藩命だった、あるいは周布政之助の計画だったという説もあるが、実際は山尾と野村、そして二人とは別に井上が願い出て周布がそれを聞き入れ、藩主毛利敬親の名のもと許可が下りた、という形であった。ちなみに桂小五郎も洋行を願い出たこともあったが、すでに藩の要職にあったため、許可は下りなかった。

文久元年（1861）、箱館奉行所の武田斐三郎は、幕府の船亀田丸でロシアの沿海州航海計画を立てた。それを知った山尾は桂に頼み、小使い（雑用）として乗せてもらうことに成功した。亀田丸の船長北岡健三郎が、桂と山尾が通う練兵館の斎藤弥九郎の弟だったからである。4月に箱館を出航した亀田丸は、ニコライエフスク（ロシアのアムール河河口の町）まで行き、8月に無事、航海を終えた。この航海が、山尾の目を外国へ向けさせる第一歩となった。山尾はそのまま武田に師事し、武田が教授を務める諸術調所で語学・測量などを学んだ。その後江戸で大村益次郎に「海外へ出て見ると誠に利益がある。就てはどうか洋行したいものであるが」と相談、「それはむつかしい。もし易く行かれる様な機会があったならば、自分が行きたいと想ふて居るのだ。しかし好機会があったならば心配はしてやる」（『伊藤公実録』中原邦平・明治43年）と言質を得ている。山尾の実家は地域を治める庄屋で、大村の実家は山尾の実家の隣村の村医者であり、山尾の父親と大村の父親は交流があった。
一方野村は、安政5年（1858年）に長崎で長崎海軍伝習所教官のファン・トローエンから兵学を学び、安政6年（1859年）に江戸に出て蕃書調所で航海術などを学び、万延元年（1860年）から文久元年（1861年）まで箱館の武田に師事し航海術と英語の取得に励んだ。一旦は養父に呼び戻されるも、文久2年（1862年）に再び江戸に到着、横浜の外国人居住地での英語学習や、長州藩邸での勉強会（講師は大村益次郎）に参加した。
文久3年（1863年）3月、長州藩が購入した癸亥丸の船長を野村が、測量方を山尾が務め、横浜港から大阪を経由して三田尻港まで航行することになった。この時、京都にいた世子毛利元徳が帰藩のため癸亥丸に乗船予定であったが、操船に不安があったため、京都の長州藩邸の役人は庚申丸を選び、癸亥丸を随従させるという決定を下した。自らの操船に限界を感じた二人は、留学への思いを強めることになった。帰藩した山尾と野村はただちに洋行留学の願いを出し、陸路で京都に向かった。
また井上は、安政2年（1855年）10月、藩主毛利敬親の江戸参勤に従い江戸に入り、岩屋玄蔵や江川英龍、斎藤弥九郎に師事して蘭学を学んだ。文久2年（1862年）から尊王攘夷運動に共鳴、同年12月の英国公使館焼き討ち事件に参加するが、文久三年（1863）正月から京都で世子毛利元徳の小姓役となり、久坂玄瑞や山県半蔵が長州藩に招聘しようとして断られた佐久間象山の話を聞き（実際に面会したわけではない）、「人材を海外に派遣すべし」とする論には大いに心が動かされ、「外国に出て海軍のことを研究して日本に海軍を興そう」と決心した。井上はその志を藩主毛利敬親に密かに打ち明けたものの「かようなことを予に直接、願うものではない」（＝反対はしないが、しかるべき手順を踏め）と井上に告げた。そこで、周布・桂ら藩幹部や高杉晋作・久坂ら攘夷運動同志に相談し、久坂らには反対されたものの、「攘夷のための留学」と説得した。さらに、同年3月29日には大阪に来ていた勝海舟に面会、海軍興隆について意見を聴いている。
山尾・野村、および井上からの留学願を受けた周布は、文久3年（1863年）4月3日、貿易商会伊豆倉商店の番頭・佐藤貞次郎（このためか不明だが、山尾・野村の癸亥丸に乗船しており、兵庫で下船し上洛していた）を祇園の一力茶屋に招いて（桂・久坂も同席）、この計画実現への助力を請い、承諾された。4月18日には藩主の許可が下り、一人当たり200両、計600両が3人に与えられた。4月28日に井上・野村は京都を発ち、5月6日に江戸に到着した。山尾は身分の違いからか別行動らしく、江戸に着いたのは5月1日とされる。
遠藤が一行に加わるまでの経過ははっきりわかってない。江戸に到着した3人のことを聞いた遠藤の兄遠藤多一郎(江戸で留守居役を務めていた。太一郎、太市郎とも)が、留学を希望していた弟を3人に紹介したという説がある。また、文久2年（1862年）にイギリスから購入した壬戌丸（長州藩にとっては初めての蒸気船だが、長州人だけの手では動かせなかった）が江戸湾を航行したときに、当時桜田藩邸にいた遠藤が、井上とともにこの船に乗り込んでいる。
伊藤が一行に加わるのが一番遅かった。伊藤は来原良蔵の従者として長崎海軍伝習所で学ぶ来原に従い、安政5年（1858年）から翌安政6年2月の伝習所閉鎖まで長崎にて勉学に励んだ（野村と同時期）。帰藩後桂の従者として様々な活動に従事した。文久3年（1863年）4月の時点では桂と共に京都にいて、井上から留学のことを聞き「然而今将携之海外」などの決意を、自身が有する『日本政記』(頼山陽著)の余白に4月13日付で井上と共に書き込んでいる。しかし、井上の留学には賛成した久坂が伊藤の留学には反対したため一旦は留学を諦め、藩命の銃の購入のため4月16日京都を発ち、横浜へ向かった。5月1日に桂からの書簡を山尾から受け取り「10日頃まで将軍慶喜の様子を探れ」と新たな命令を受け、これに従うと返事するも、銃の購入代金を渡航費用に充てようと考えた井上が5月6日に伊藤に接触、強引に留学仲間に引き入れた（実際はその購入代金は渡航には使われなかった）。
5月11日（出発前日）5人は連名で藩政府に留学への決意を綴った書簡を送り、「『生きた器械』を買ったと思って」など留学費用の借金について詫びている。またこの書の中に「春輔事は、京師において内々同盟決心仕候事に付、同行仕候訳は、彼人より別て嘆願書御覧被下候はゝ、相分り可申候」とあり、直前に仲間に入った伊藤について言い訳をしている。
渡航前に英会話ができるのは野村で、他の4人は辞書を引きながらなんとか応対できる程度であった。

### ヨーロッパへの道のり

#### 準備
文久3年4月18日（1863年6月4日）、井上、山尾、野村の3名、藩主より洋行の許可が下る。4月28日（6月14日）には洋行のため、井上は野村と共に京都を発ち、5月6日（6月21日）に江戸に到着した。
5月7日（6月22日）、駐日イギリス総領事エイベル・ガウワーを訪ね洋行の志を述べ、周旋を依頼する。ガウワーからは船賃が700ドル（約400両）、1年間の滞在費を含めると1000両は必要と聞かされる。江戸到着後さらに2人（伊藤・遠藤）増え、5人分つまり5000両が必要になった。洋行にあたって藩主の手許金から1人200両（井上・伊藤・山尾の3人で600両）を支給されたが当然足りなかった。そこで、伊豆倉商店の番頭佐藤貞次郎と相談し、麻布藩邸に銃砲購入資金として確保していた1万両の準備金があったので、佐藤は「藩邸の代表者が保証するなら5000両を貸す」ということになり、藩邸の留守居役村田蔵六に、死を決してもその志を遂げたいと半ば脅迫的に承諾させ、5000両を確保することができた。

#### 出立
5月12日（6月27日）、ガワー総領事の斡旋でジャーディン・マセソン商会の船（チェルスウィック号）で横浜を出港し、上海に向かう。このとき、井上は密航という犯禁の罪が養家先に及ぶことを恐れ、志道家を離別している。
5月18日頃、上海に到着し、ジャーディン・マセソン商会上海支店の支店長に面会した。話が通じず、結局支社長は「お前達は何のために洋行するのか?」と聞いているらしいことは分かった。そこで「海軍を研究する」と言おうとして「ネイヴィー」とすべきところを間違って「ネビゲーション」の一言を発した者がいた。この言葉を支社長は「ナビゲーション=航海術」と理解した。
当時の上海は東アジア最大の西欧文明の中心地として発展していた。彼らは、上海の繁栄と100艘以上の外国軍艦およびその他の蒸気船を目の当たりにして、「攘夷」という無謀なことをすれば日本はすぐに滅ぼされてしまうだろうとの判断から「開国」へと考えを変えていった。
上海からは、井上と伊藤は525トンのペガサス号で出港し、他の3名は10日ほど後に5、915トンのティークリッパー ホワイトアッダー号で出港した。ロンドンまでの旅程は、“航海術を学ぶ”ということと理解されていたので、水夫と同格の扱いで非常に困苦し、日本人を「ジャニー」と呼び軽蔑されていたと感じている。便所は船体から張り出した横木につかまって用をたす方式であったから、嵐の時には身体を縄で縛って危険から保護した。さらに伊藤は下痢で苦しんだため、「実にその困難の状は筆舌の能く尽す所でなかった」という。一方、ホワイトアッダー号に乗船した3人は乗客として扱われた船旅だった。
11月4日、ロンドンに到着する。

## イギリス留学
伊藤俊輔（博文)、遠藤謹助、井上聞多（馨) がイギリスに留学したときには、アレキサンダー・ウィリアムソンの家に寄留していたという。長州五傑の留学生はウィリアムソンが属するユニヴァーシティ・カレッジ・ロンドン（UCL）の法文学部へ聴講生の資格で入学した。

### 伊藤、井上の帰国

#### 発端
元治元年3月（1864年4月）、密航者5名は日本発の「砲撃を受けた連合国は幕府に抗議するも幕府返答は煮えきらず、連合国は長州藩に対し重大な決意をするに至った」との報道に驚き、井上と伊藤は直ちに帰国を決意する（一説には薩英戦争の取材記事であったとする説もある）。

#### 帰国
4月中旬、井上と伊藤はロンドンを発つ。井上は当時を回想して「国家に対する憂いの思いは、国内に居る時よりも寧ろ海外に在る時が切実なのを覚えた。例えば藩主は今如何に憂慮して居られるだろうか、同志の士は如何に行動しつつあるか、或いは彼らは攘夷の為に戦死したのでは無かろうか、或いは敗戦の結果土地割譲の窮地に陥ったのでは無かろうかなど」と言っている。
6月10日（7月13日）頃、2人は横浜に到着した。伊藤と共にガウワーに会い急遽帰国した説明をしたところ、ガウワーは4カ国が下関を襲撃する計画があることを告げた。両名は故国の安危に関する大事件と受け取り、イギリス公使館の通訳アーネスト・サトウを介して公使ラザフォード・オールコックと会見し、自分たちが長州藩に帰って藩論を一変したいと説明し、停戦講和を願った。駐日公使は「フランス、アメリカ、オランダの公使と協議して確答するから数日間居留地のホテルに宿泊して待つように、その際長州人と分からないように日本語を使ってはならない」と申し渡された。
2人に対してホテルのボーイ等は「今回ホテルに来たポルトガル人の顔付きは日本人に似ている、けちで金銭を使わぬには驚いた、金銭を使う道を知らぬのではあろうが、彼ら2人の風貌から見てもポルトガル人の中でも最下等の貧乏野郎」など、言葉が分からないものと思って勝手なことを話していた。やがてイギリス公使から連絡があって、他の3国も了解したから国に帰って尽力して欲しいと、藩主あての公使からの書簡を手渡された。書簡に対する返答は、到着から12日後と決まった。

#### 下関戦争
- 6月18日（7月21日）、イギリス艦に乗り、豊後姫島まで送られる。
- 6月24日（7月27日）、山口に着き、藩の事情を聞くと、「幾百艘の軍艦が来襲しても死力を尽くして防戦する」という藩の方針が決定しているとのことであった。
- 6月25日（7月28日）、井上は伊藤と共に藩庁に出頭し、海外の情勢を説き攘夷が無謀なこと、開国の必要性を訴える。伊藤は、攘夷論者を警戒して春山花輔と変名する。
- 6月26日（7月29日）、藩主の下問に応じて、井上は伊藤と共にそれぞれ海外の事情を進言する。しかし、藩の趨勢から方針転換は困難という。
- 6月27日（7月30日）、井上と伊藤が希望していた御前会議が開かれる。藩の重役達の前で西洋事情を話しても理解されず、西洋文明を説明しても「ホラを吹くにもほどがある」と嘲笑される。攘夷論者からは命を狙われるほどの意識のギャップに、井上と伊藤は隔靴掻痒の思いであった。
- 6月29日（7月31日）、藩主の立場としては、藩士の攘夷熱は抑えがたい状況に到る旨を、毛利登人から井上に伝えられる。これに対して井上は、「藩政府員が『防長2州が焦土と化しても天勅を奉じて攘夷を遂行する』とは、その言葉は美しいようであるが1敗の結果、一同討ち死にしても藩主一人残る理由はないからその最後の決心があるか?」を藩主に伝えるよう要請した。
- 7月2日（8月3日）、井上は、藩主よりイギリス軍艦に行き、止戦のための交渉をするように命ぜられる。
- 7月5日（8月6日）、井上は伊藤と共に姫島のイギリス艦に行き、攻撃猶予を談判するも成らず。
- 7月21日（8月22日）、井上は、脱走の罪で萩の実家に幽閉中の高杉晋作を訪問する。
- 8月4日（9月4日）、井上は藩より外国艦との交渉をするように命ぜられ、8月5日（9月5日）に前田孫右衛門とで小船に乗り、艦隊に向かう。途中で約束の時間が過ぎたため、イギリス、フランス、アメリカ、オランダの四カ国の艦隊が下関を砲撃する。8月7日（9月7日）には艦隊の兵士2千名が上陸した。
- 8月8日（9月8日）、井上は講和使節宍戸刑馬（高杉晋作の仮称）に従い、伊藤と共に講和使節としてイギリス艦に行くが、失敗する。藩では征長の軍に対しても応戦しなければならず、やむを得ず井上や高杉らに外艦の対応を指示したものである。
- 8月9日（9月9日）、井上は外国兵による大砲の分補に立ち会う。
- 8月10日（9月10日）、井上は講和使節として毛利登人に従い外国艦に行くが、談判ならず。
- 8月14日（9月14日）、井上は講和使節宍戸刑馬に従い外国艦に行き、講和条約を締結する。

イギリス海軍オーガスタス・レオポルド・キューパー提督は長州藩の発砲に対して賠償金を要求したが、「これは朝廷・幕府の命に従った事で我が藩の私意によったものではない。4カ国公使から幕府に請求するのが筋である」として責任転嫁することが出来た。これは高杉の機転によるものであった。一方で和議に反対する攘夷論者は多く、山口に滞在する公卿（三条実美、四条隆謌、東久世通禧）らは毛利定広に対して抗議し、藩政府員は困って「あれは高杉、井上、伊藤らが藩主を篭絡してやったことで」などと逃げ口上もあり、井上は帰国以来命を狙われるのは当然という時期であった。

### 残った3名のその後
UCL在籍2年で山尾と遠藤は成績優秀者として優等賞を授与された（分析化学で山尾4位、遠藤5位。理論化学で山尾10位）。野村はUCL在籍4年で地質学3位で同賞を授与された（その時点では山尾はグラスゴー、遠藤は帰国）。
遠藤、野村、山尾は、薩摩藩からの密航留学生（薩摩藩遣英使節団）たちの存在を知り、交遊している。山尾がグラスゴーに移る際に、彼らから1ポンドずつの有志を受けた。
遠藤は慶応2年（1866年）、野村と山尾は明治元年11月19日（1869年1月1日）に帰国した。

## その他の留学生
長州藩は先に帰国した伊藤と井上に代わり、1865年に藩海軍所属の山崎小三郎、高杉晋作の従弟である南貞助、竹田傭次郎の3名をイギリスに送った（竹田は所用により上海で下船し帰国、のちに渡英）。山崎は栄養失調から肺炎となり、1866年にロンドンで没、南は五傑と同じUCLなどで学んで2年後に帰国し、1869年に外国事務局御用掛に任命された。1870年に小松宮彰仁親王に随行して再渡英し、英国人女性と結婚（日本初の正式な国際結婚とされる）、現地で商社を開く。帰国後、東京府御用掛として小笠原島出張所長兼土木課長を務め、在島外国人の日本国籍移管などにあたったのち、1886年に英領香港の領事となり、井上が農商務大臣在任中には農務省商務局次長として海外視察などを行なった。